# ميكو غولوبوفيتش
ميكو غولوبوفيتش مواليد 21 يونيو 1982 في صربيا، هو لاعب كرة سلة مونتينيغري. بدأ مسيرته الاحترافية في سنة 1999. يلعب في الدوري المقدوني لكرة السلة كلاعب وسط. يبلغ طوله 6 قدم 9 بوصة (2.1 م). لعب مع نادي رودار بليفليا ونابريداك كروشيفاتس.

## روابط خارجية
- ميكو غولوبوفيتش على موقع كرة السلة الأوروبية.كوم (الإنجليزية)
- ميكو غولوبوفيتش على موقع ريلجم (الإنجليزية)
- ميكو غولوبوفيتش على موقع بروبوليرز (الإنجليزية)